# Concepción de Oriente
Concepción de Oriente è un comune del dipartimento di La Unión, in El Salvador.
La città è attraversata dal fiume Goascorán che in alcuni tratti marca anche il confine con l'Honduras.
| Controllo di autorità | VIAF (EN) 620157100612772740008 |